# Лук'яненко Левко Григорович
Левко́ Григо́рович Лук'я́ненко (24 серпня 1928, село Хрипівка, Городнянського району, Чернігівська округа, Українська РСР, СРСР — 7 липня 2018, Київ, Україна) — український політичний та громадський діяч, дипломат, письменник, юрист та радянський дисидент, учасник національного визвольного руху. Борець за незалежність України у XX сторіччі. Співзасновник та активний член Української Гельсінської Групи, голова Української Гельсінської Спілки, одним з організаторів Української робітничо-селянської спілки. Засновник та перший голова Української республіканської партії. Народний депутат України I—II, IV—V скликань. Кандидат в Президенти України на виборах 1991 року (3 місце, 1 432 556 голосів або 4,49 %). Герой України (2005). Співавтор Декларації про державний суверенітет України, автор Акту проголошення незалежності України. Голова Української асоціації дослідників голодоморів в Україні (1998). Почесний доктор права Альбертського університету, Канада (1993). Лауреат Національної премії імені Тараса Шевченка 2016 року. Кавалер ордена князя Ярослава Мудрого V ступеня, кавалер ордена Свободи (2016).
За переконання про від'єднання України від Радянського Союзу та її незалежність, був відправлений до камери смертників, як «небезпечний рецидивіст» та засуджений до найнайвищої кари — розстрілу. Пізніше розстріл був замінений на 15 років позбавлення волі. Політичний в'язень СРСР. Був двічі ув'язнений (1961—1976, 1977—1988). Сумарно провів 25 років у тюрмі і на засланні.

## Життєпис
Народився 24 серпня 1928 року у селянській родині Грицька й Наталки Лук'яненків у селі Хрипівка. Був найстаршим з чотирьох дітей в родині. Матір походила з козацького роду Скойбидів. Левко Лук'яненко зміг пережити Голодомор 1932—1933 років, від голодної смерті навесні 1933 року їх врятував батько, приховавши трохи картоплі в ямі під стежкою. Буксирна бригада шукала збіжжя на городі, під деревами, а на стежку уваги не звернула. Наприкінці 1944 року, коли юнаку минуло 16, його рекрутували в ряди Радянської армії (згодом у паспорті Л. Лук'яненка буде записано як рік його народження «1927»). З 1945 по другу половину 1949 роки служив в Австрії. Під час навчання у школі автомеханіків у місті Мьодлінг протягом 1948 року почав захоплюватися літературою. Ось як Левко Лук'яненко розповідав про цей період:
|  | Весь 1948 рік учився в річній школі автомеханіків у м. Мьодлінгу, що за 17 кілометрів від Відня. Позаяк техніку я знав, то цілий рік читав класичну художню літературу. Почав писати повість, та вже десь на десятій сторінці побачив, що пишу таке, за що не похвалять, а можуть посадити. Постало питання: пристосовуватися чи загалом не писати? Я розв’язав проблему за формулою Некрасова: «Поэтом можешь ты не быть, но гражданином быть обязан». Краще загалом не писати, ніж писати неправду всупереч своєму сумлінню. Там же потрапила до рук збірочка К. Рилєєва. Його поеми «Войнаровський», а особливо «Наливайко» справили на мене вирішальний вплив у тому плані, що в моїй свідомості смерть набула нормального явища для того, «кто первый восстает на притеснителей народа». |

.
Приблизно до другої половини 1949 року Левку Лук'яненку захотілося повернути до України, вступивши до автомобільного училища, що нібито було у Києві. Проте в результаті він опинився не в Україні, а на Закавказзі, у містах Орджонікідзе та Нахічевань.
|  | До другої половини 1949 року я в Австрії так вельми скучив за Україною, що пішов на прямий обман військового командування: коли стали набирати з автомеханіків курсантів до автомобільного училища, що нібито було в Києві, я, щоб потрапити на Україну, пішов до комісії, склав попередні іспити й умовив її зарахувати мене до складу абітурієнтів, хоч зовсім не збирався стати офіцером-автомобілістом. (Обман удався тільки частково: із Австрії я виїхав, та потрапив не на Україну, а в Закавказзя, в Нахічеванську АРСР). |

У 1951—1953 роках вступив у комсомол і партію. 1953 року вступив на юридичний факультет Московського університету. 1954 року — одружився. Вів активне громадське життя. До 1956 року зрозумів, що обраний ним шлях помилковий, призупинив свою громадську діяльність і вирішив орієнтуватися на підпільну боротьбу.
У вересні 1958 року, за розподілом був спрямований штатним пропагандистом райкому партії в Радехівський район Львівської області, де й оселився з дружиною. Робота була пов'язана з постійними поїздками по селах району. Він бачив, як людей заганяли в колгоспи, знищували цілі хутори. Разом зі Степаном Віруном і Василем Луцьківим вирішили створити підпільну партію Українська Робітничо-Селянська Спілка (УРСС).
У середині 1959 року переїхав до Глинянського району і, щоб мати більше вільного часу, з райкому перевівся в адвокатуру. Тут він знайшов однодумців Івана Кандибу та Олександра Лібовича.
7 листопада 1960 року у Львові відбулася перша організаційна зустріч, на якій обговорили програму. Оскільки програма була дуже гостра, вирішили її знищити, а до наступної зустрічі, яка мала відбутися 22 січня 1961 року, доручили Лук'яненку скласти нову, м'якшу. Але 21 січня 1961 року заарештовані Іван Кандиба, Степан Вірун, Василь Луцьків, Олександр Лібович та Левко Лук'яненко, пізніше Іван Кіпиш та Йосип Боровницький.

### Засудження
У травні 1961 року Львівський обласний суд засудив Лук'яненка до розстрілу за ст. 56 ч. 1 і 64 КК УРСР. Звинувачення було побудоване на першому проєкті програми УРСС. Винуватили в тому, що він «з 1957 виношував ідею відриву УРСР від СРСР, підривав авторитет КПРС, зводив наклепи на теорію марксизму-ленінізму». Через 72 доби Верховний Суд замінив розстріл 15 роками позбавлення волі. Інші дістали строки від 10 до 15 років позбавлення волі. Це при тому, що статтями 17 і 125 радянської конституції відповідно було проголошено право виходу кожної союзної республіки з СРСР та свободу слова для кожного громадянина.
Покарання відбував у Мордовській АРСР, з 1967 року три роки у Володимирському централі, потім знову в Мордовії. 1966 року в Мордовські табори прибувала нова генерація політв'язнів — шістдесятників. Вони вели боротьбу з адміністрацією таборів за фактами грубого порушення законодавства і прав в'язнів. Дані про цю боротьбу ставали відомими світовій громадськості. Лук'яненко брав в цій боротьбі активну участь. Щоб посилити ізоляцію, 500 найактивніших політв'язнів перевели у Пермські табори. 1974 року за організацію страйку Чусовський районний суд засудив трьох ініціаторів, у тому числі Лук'яненка, до тюремного ув'язнення у Владимирській тюрмі.
9 листопада 1976 року, за пропозицією Миколи Руденка, увійшов до складу Української Гельсінської групи (УГГ), підписував всі документи УГГ. Лук'яненко написав звернення до Белградської наради 35 країн з приводу дискримінації українців, зокрема, права на еміграцію. Виступив на захист художника Петра Рубана, написав статтю «Зупиніть кривосуддя!». «Радіо Свобода» передало його нарис «Рік свободи».
У червні 1977 року Левко Лук'яненко був особисто присутній на судовому процесі над Олексою Тихим та Миколою Руденком, який відбувався у Дружківці.
12 грудня 1977 року Лук'яненко був заарештований. Розуміючи, що його чекає в майбутньому, оголосив голодування, відмовився давати показання, також відмовився від громадянства. Справу Лук'яненка курував полковник КДБ Альберт Діченко. 17—20 червня 1978 року Лук'яненко засуджений Чернігівським обласним судом за ст. 62 ч. 2 КК УРСР до 10 років позбавлення волі та 5 років заслання та визнаний особливо небезпечним рецидивістом.
Карався в таборі особливо суворого режиму в селі Сосновка в Мордовській АРСР. Разом з іншими політв'язнями продовжив боротьбу, готував і передавав на Захід інформацію. У лютому 1980 року всіх в'язнів особливого режиму, у тому числі Лук'яненка, перевели у спеціально збудовану тюрму в селі Кучино Пермської області, за 200 м від 36-ї зони.
13 грудня 1986 року, Лук'яненка з Кучино перевезли до Пермської пересильної тюрми, а звідти — до Чернігівської, де з ним понад місяць «працював» слідчий КДБ. Повернули в Кучино. 8 грудня 1987 року Лук'яненко був етапований на заслання в село Березівку Парабельського району Томської області.

### Політична діяльність після звільнення
У березні 1988 року був заочно обраний головою відновленої УГГ, яка від 7 липня діяла, як Українська Гельсінська Спілка (УГС). 23 квітня 1988 року запропонували виїхати за кордон, але він відмовився, бо бачив, що ситуація в країні швидко змінюється, вимальовується перспектива створення політичної партії. Указом ПВР від 30 листопада 1988 року Левко Лук'яненко був помилуваний, звільнений із заслання. На початку 1989 року повернувся до України.
У квітні 1990 року на установчому з'їзді УГС обраний головою створеної на її базі Української республіканської партії. У березні обраний депутатом ВР України XII (І) скликання від Залізничного в/о № 196, Івано-Франківська область. Був членом комісії з питань законодавства і законності, заступником голови Народної Ради.
Левко Лук'яненко — автор Акта проголошення незалежності України від 24 серпня 1991 року.
Балотувався на посаду Президента України. В цей період Левко Лук'яненко зі своїми найближчими соратниками, друзями та патріотами визвольного руху, здійснив низку відвідань міст і населених пунктів майже на всій території України, де близько спілкувався з населенням новоствореної незалежної Держави.

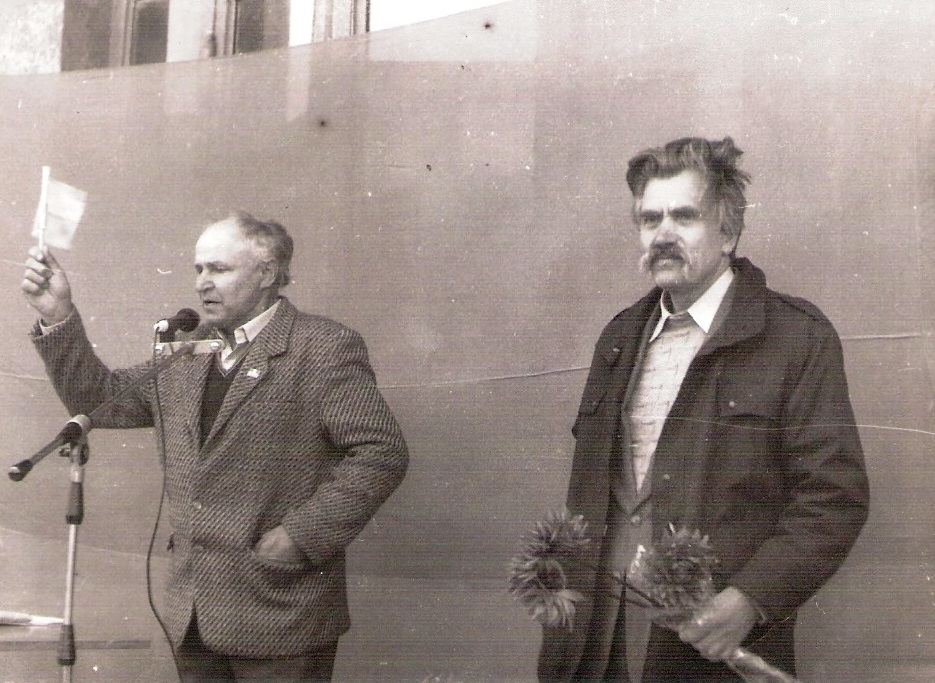
Левко Лук'яненко та Володимир Кобзар на зустрічі з українцями. 8 вересня 1991 року

У травні 1992 року склав повноваження депутата і залишив посаду голови УРП у зв'язку з призначенням Надзвичайним і Повноважним послом України в Канаді. У листопаді 1993 року через незгоду з політикою уряду України подав у відставку і повернувся в Україну.

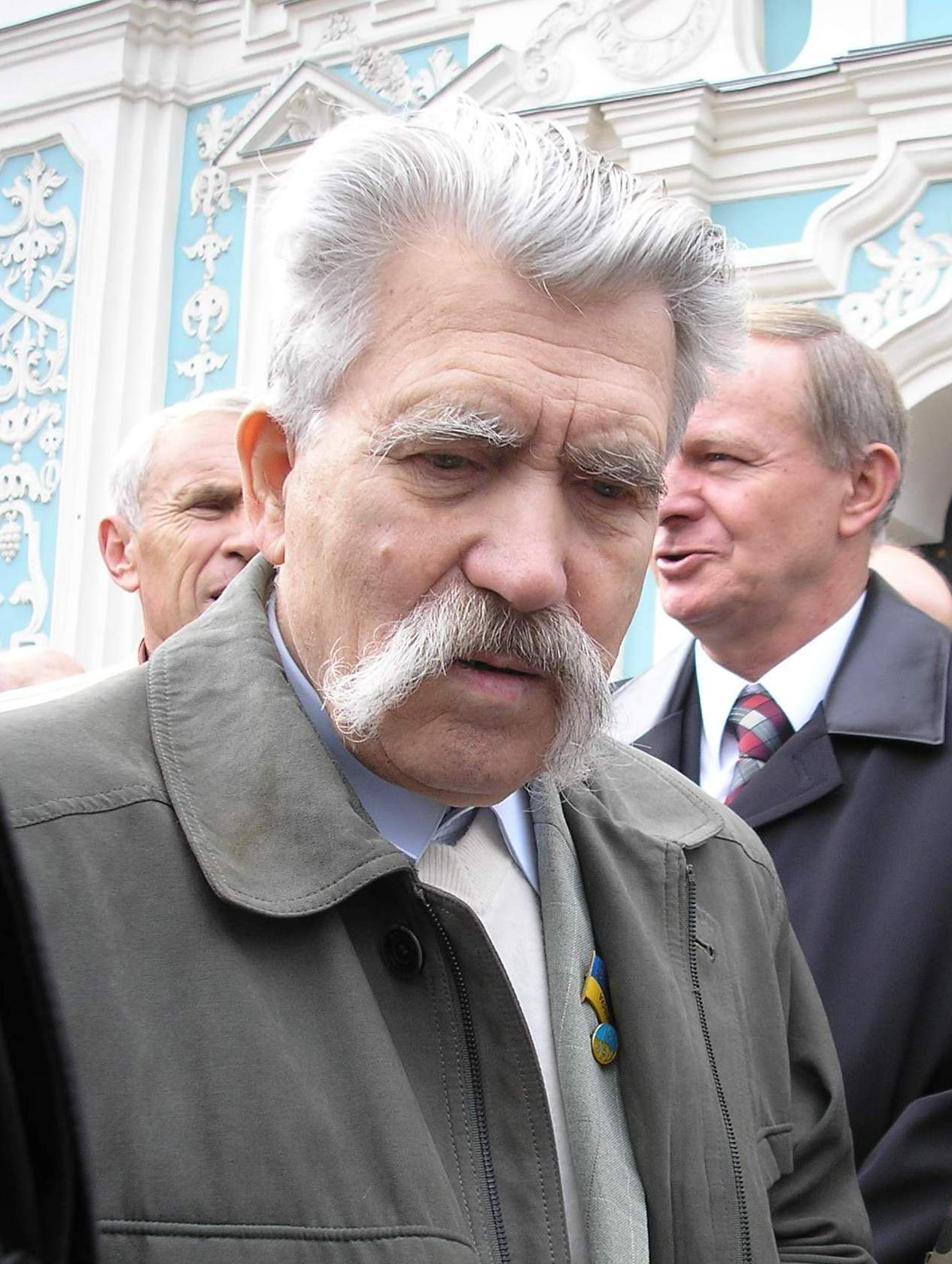
Левко Лук'яненко 14 жовтня 2006 року.

Народний депутат України II скликання від Нововолинського в/о № 68, Волинська область. Член Комітету законодавчого забезпечення свободи слова та засобів масової інформації.
1994 року Левко Лук'яненко на II з'їзді Асоціації дослідників голодоморів в Україні обраний головою організації. Від 1996 до 1998 року він її почесний голова. Після IV з'їзду Асоціації (1998) — Левко Лук'яненко знову став головою Асоціації та був повторно обраний і на її V з'їзді (2000).
У 1998—1999 роках Лук'яненко один з керівників «Національного фронту», що об'єднує праві націоналістичні партії. 1988 року очолив Українську гельсінську спілку, яка згодом трансформувалася в Українську республіканську партію. З листопада 1993 до червня 1994 року — голова передвиборчого демократичного об'єднання «Україна». З травня 1992 року — почесний голова УРП.
Народний депутат України IV скликання від «Блоку Юлії Тимошенко», № 5 в списку. Член Комітету з питань національної безпеки і оборони. У 2000—2001 роках він став одним із лідерів протесту «Україна — без Кучми». Брав активну участь у Помаранчевій Революції.
2006 року разом з прихильниками вийшов з УРП «Собор» і заснував нову партію — Українську республіканську партію Лук'яненка.
Народний депутат України V скликання від «Блоку Юлії Тимошенко», № 6 в списку. Голова підкомітету з питань жертв політичних репресій Комітету з питань прав людини, національних меншин і міжнаціональних відносин. Склав депутатські повноваження 15 червня 2007 року і відмовився від висування на позачергових виборах 2007 року, пославшись на поважний вік.
Володів англійською, польською, німецькою мовами.
16 квітня 2013 року ухвалив рішення піти у відставку з посади голови Української республіканської партії Лук'яненка, залишившись її почесним головою. Згодом вийшов із партії.
Левко Лук'яненко був прибічником ідеї того, що слід продовжувати економічні санкції проти Росії, поки її не буде економічно знищено, а також підтримувати поневолені Росією народи, щоб стався ще один розпад Росії.
2017 року група депутатів ВР України з 35 осіб порушили питання про присудження Левкові Лук'яненку Нобелівської премії Миру й відправили всі документи в Нобелівський комітет. Туди ж написав звернення й професор Микола Мушинка зі Словаччини.
Документи було подано вчасно й було отримано відповідь про їх отримання. У жовтні 2018 року мало відбутися засідання Комітету, але Левко Лук'яненко не дожив до того часу, а після смерті премію не присуджують.

### Політичні погляди
Левко Лук'яненко дотримувався послідовних антикомуністичних і антиімперських поглядів. Негативно ставився до приходу до влади Партії регіонів. У 2011 році передбачав, що "провідна верства, або навчиться поважати свій народ, або ж буде повалена революцією" Після відходу від активної політичної діяльності Левко Лук'яненко висловлював ультраконсервативні погляди. У статті «Цивілізаційний вибір України», надрукованій у тижневику «Персонал Плюс» (№ 24 (276) від 24-30 червня 2008), він виступив проти змішаних шлюбів та імміграції:
|  | Україна уникне расової проблеми, якщо не пустить у наш національний дім кольорових людей. |

Мустафа Найєм згадував, що Л. Лук'яненко дуже різко висловлювався про іноземців в Україні. Водночас, під час їх останньої зустрічі він хотів уникнути образи етнічного пуштуна Найєма.

### Смерть і поховання

Могила Левка Лук'яненка, Байкове кладовище

7 липня 2018 року стало відомо, що Левко Лук'яненко потрапив у реанімацію клінічної лікарні «Феофанія» з інсультом та запаленням легень. Пізніше того ж дня Левко Лук'яненко помер у лікарні «Феофанія» після тривалої хвороби, спричиненої лейкозом, проблемами з тромбами та лейкоцитами, наслідками інсульту.
У понеділок 9 липня 2018 року з Левком Лук'яненком попрощалися в селі Хотів, де він мешкав останні роки свого життя, а у вівторок 10 липня відбулась офіційна церемонія прощання в приміщенні Клубу Кабінету Міністрів України, після чого його було відспівано у Володимирському соборі та поховано на центральній алеї Байкового кладовища (ділянка № 42а). Також пам'ять про Левка Лук'яненка під час свого засідання вшанували народні депутати України.
Після смерті Левка Лук'яненка міський голова Чернігова Владислав Атрошенко запропонував назвати одну з площ міста на його честь.
Одне з останніх інтерв'ю Левко Лук'яненко дав для книги Миколи Давидюка «Як зробити Україну успішною?».

### Доброчинність
Коштами Левка Лук'яненка та його дружини Надії у 2008 році було видано десяте видання документально-історичного роману Юрія Горліс-Горського «Холодний Яр».

### Родина
- Олександр Григорович Лук'яненко (1936, село Хрипівка, Городнянський район, Чернігівська округа, УСРР, СРСР — 2012, місто Чернігів, Україна) — український дисидент, мешканець Чернігова, рідний брат Левка Лук'яненка, автор книги спогадів «Невже це було з нами?»[39]. Був одним із засновників та перших дев'яти членів Чернігівської організації Української Гельсінської Спілки.

- Надія Никонівна Лук'яненко (до шлюбу Бугаєвська), дружина Левка Лук'яненка, померла 12 листопада 2020 року у віці 89 років. Похована в селі Хрипівка Городнянського району Чернігівської області[40].

- Надія Іванівна Лук'яненко — дружина, була і домогосподаркою, і секретаркою, відповідала на телефонні дзвінки, друкувала його книжки на машинці, редагувала[41].

- Лук’яненко Зінаїда Григорівна - рідна сестра Левка Лук'яненка, народна художниця декоративно-ужиткового мистецтва Чернігівщини.

## Відзнаки

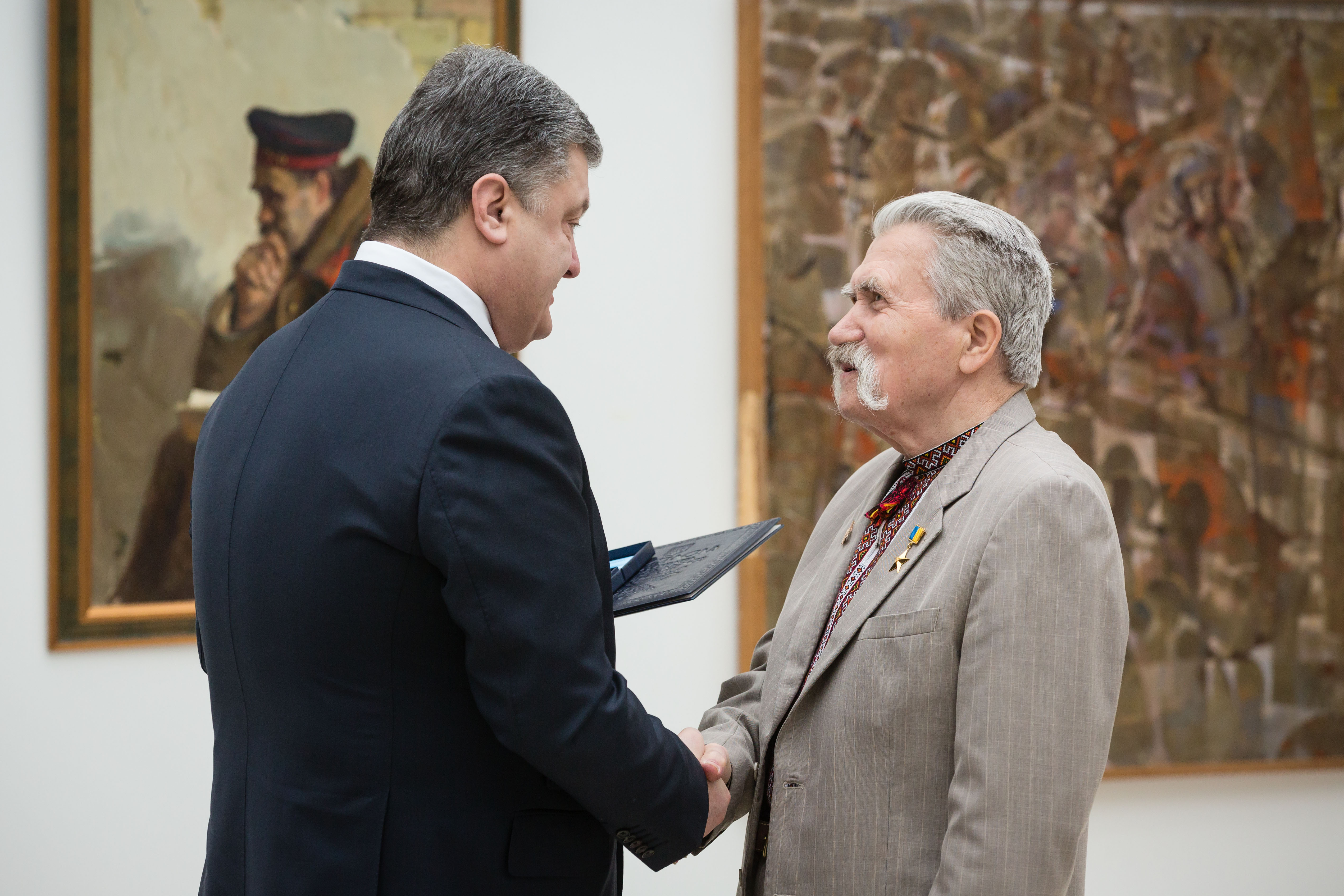
Президент України Петро Порошенко вручає Левку Лук'яненку Національну премію України імені Тараса Шевченка 2016 року

- Герой України (з врученням ордена Держави, 19 квітня 2005).
- 21 листопада 2007 року президент України Віктор Ющенко нагородив Лук'яненка орденом князя Ярослава Мудрого V ступеня.
- Орден Свободи (1 грудня 2016) — за значний особистий внесок у державне будівництво, соціально-економічний, науково-технічний, культурно-освітній розвиток Української держави, вагомі трудові досягнення, багаторічну сумлінну працю[47].
- Національна премія України імені Тараса Шевченка (2016) — за 13-томник творів «Шлях до відродження»[48].
- Почесний доктор права Альбертського університету (1993, Канада).
- Медаль ім. Св. Володимира «Борцям за волю України» (1991, СКВУ).
- Почесна відзнака Президента України (1992).
- Почесний громадянин міста Тернополя (2008).
- Почесний громадянин міста Глиняни, Львівська область (2012).
- Почесний громадянин Чернігівської області (2014).
- Відзнака Президента України — ювілейна медаль «25 років незалежності України» (2016)[49].

## Вшанування пам'яті

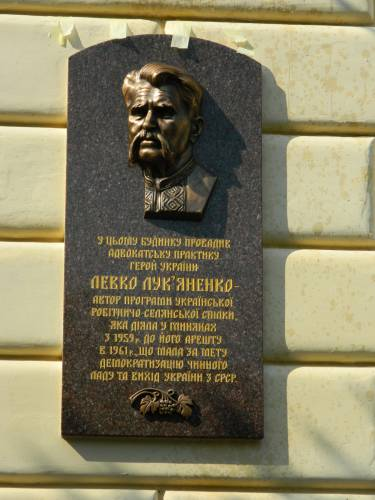
Пам'ятна дошка Левку Лук'яненку (м. Глиняни, Львівська область)

- 2 вересня 2012 року, на будівлі міської ради в Глинянах Львівської області було відкрито пам'ятну таблицю Левку Лук'яненку.
- 7 грудня 2018 року, Президент України Петро Порошенко заснував Державні стипендії імені Левка Лук'яненка[50].
- У с. Хотів Обухівського району на Київщині, де мешкав діяч, державному ліцею присвоєне ім'я Левка Лук'яненка.
- 2019 року у м. Хмельницькому вулицю Декабристів перейменували на вулицю Левка Лук'яненка.
- 29 квітня 2022 року у м. Вінниці вулицю Ватутіна перейменували на вулицю Левка Лук'яненка.
- 2022 року в м. Звягель на Житомирщині вулицю Долгополова перейменували на вулицю Левка Лук'яненка.
- 28 липня 2022 року в м. Чернігові вулицю Рокоссовського перейменували на проспект Левка Лук'яненка.
- 28 липня 2022 року у м. Білій Церкві на Київщині вулицю Суворова перейменували на вулицю Левка Лук'яненка.
- 18 серпня 2022 у м. Львові вулицю Шеремети перейменували на вулицю Левка Лук'яненка[51].
- 22 лютого 2023 року у м. Дніпрі вулицю Василя Жуковського перейменували на вулицю Левка Лук'яненка.[52]
- 26 серпня 2022 у Національному музеї народної архітектури та побуту України в хаті з Чернігівської області (експозиція «Українське село 60-х — 70-х років XX століття») відкрита виставка «Левко Лук'яненко. З Україною в серці», присвячена вшануванню пам'яті Левка Лук'яненка[53].
- 5 вересня 2022 року у м. Городні на Чернігівщині вулицю Василя Чумака перейменували на вулицю Левка Лук'яненка[54].
- 30 липня 2024 року у м. Чернівцях вулицю Іртиську перейменували на вулицю Левка Лук'яненка[55].
- 4 серпня 2024 року у м. Глухові на Сумщині, вулиця Ломоносова отримала назву на честь Левка Лук'яненка[56].
- 9 серпня 2024 року в с. Хотів Обухівського району на Київщині, де мешкав діяч, замість вулиці Чирки з'явилася вулиця Левка Лук'яненка[57].